# Eugenio Garin
Eugenio Garin (ur. 9 maja 1909 w Rieti, zm. 29 grudnia 2004 we Florencji) – włoski historyk filozofii i kultury. Zajmował się historią kultury umysłowej Europy, ze szczególnym uwzględnieniem Renesansu.

## Życiorys
Był uczniem Ludovica Limonettiego. Od 1950 r. był profesorem historii filozofii Uniwersytetu we Florencji. Jest twórcą florenckiej szkoły historyków filozofii renesansowej. W 1974 r. został wybrany na członka zagranicznego PAN (Wydział I – Nauk Społecznych).
W języku polskim ukazały się m.in. jego Filozofia Odrodzenia we Włoszech (1952, wydanie polskie 1969 i Powrót filozofów starożytnych (1975, wydanie polskie 1987). Główną pracą metodologiczną Garina jest La filosofia come sapere storico (Bari 1959). Spośród prac historycznych, z wyjątkiem książki o oświeceniu angielskim z 1942 i wstępu do pism Kartezjusza z 1967, większość poświęcił filozofii włoskiej. Na rozległy korpus jego prac składają się monografie humanizmu, myśli renesansowej i poszczególnych jej aspektów, zwłaszcza filozofii wychowania i zagadnienia stosunku myśli renesansowej do średniowiecznej.